# アキメネス属
アキメネス属（アキメネスぞく、学名：Achimenes）はイワタバコ科に含まれる属の一つ。またはそれに属する植物の総称。ハナギリソウ属とも呼ぶ。原産地及び自生地はメキシコ南部～中央アメリカにかけてであり、およそ30種類ほどが生息している。

## 特徴
球根植物であり、球根は地下茎が肥大した物にあたる。表面には細かい鱗片が集まっており、形状は縦長の卵形に近い。茎は直立する品種、下に下垂する種がある。葉は楕円形であり、対生、もしくは輪生し、葉縁には目立つ鋸歯を持つ。6～9月頃に葉腋部分から漏斗状の淡い紫色の花を咲かせる。大輪系の品種は花径が5cmを越すものもある。尚、現在市場に多く流通している種は、欧米で1950年代に作出された品種群であり、花色が豊富、開花時期が長い、色彩が鮮やか等の特徴を有する種が多い。
名前の由来は、Chemai（冬）にA（～ではない）という合成語であり、名前の通り寒さを好まない。和名の由来は花がキリの花に似ている事にちなんでいる。

## 主な種
- Achimenes candida
- Achimenes grandiflora

- Achimenes longiflora